# Pteridina reduttasi
La pteridina reduttasi è un enzima appartenente alla classe delle ossidoreduttasi, che catalizza la seguente reazione:
5,6,7,8-tetraidrobiopterina + 2 NADP+ ⇄ biopterina + 2 NADPH + 2 H+
L'enzima di Leishmania  (sia la forma amastigote che quella promastigote) catalizza la riduzione, per mezzo del NADPH, del folato e di un'ampia varietà di pterine non-coniugate, inclusa la biopterina, nella loro tetraidro forma. Catalizza anche la riduzione della 7,8-diidropterina e del 7,8-diidrofolato nella loro tetraidro forma. Al contrario della diidrofolato reduttasi (numero EC 1.5.1.3) e della 6,7-diidropteridina reduttasi (numero EC 1.5.1.34), la pteridina reduttasi non catalizza la forma chinonoide diidrobiopterina. L'enzima è specifico per il NADPH; non è stata rilevata alcuna attività con il NADH. Inoltre differisce dalla diidrofolato reduttasi poiché è specifica per il lato del NADPH.